# Carlos Álvarez
Carlos Álvarez Rodríguez (Malaga, 12 agosto 1966) è un baritono spagnolo.

## Biografia
Ha debuttato al Teatro de la Zarzuela di Madrid nel 1990 con la zarzuela La del Manojo de Rosas, di Pablo Sorozábal. Ha iniziato la sua carriera come baritono mozartiano.
Ha cantato nei maggiori teatri del mondo. Dal Covent Garden di Londra, ne La Traviata (1994), con Georg Solti, Otello (1999), con  sir Colin Davis e Rigoletto (2003), con Maurizio Benini; al Metropolitan di New York, in  Traviata (1996), Trovatore, Un ballo in maschera (2005), Luisa Miller (2006) e Rigoletto (2006). Ha ottenuto i maggiori successi alla Staatsoper di Vienna:   nel Don Carlo di Verdi (1997), Ernani (1998, con S. Ozawa), Don Giovanni (1999, con R. Muti), Roberto Devereux (2000), Le nozze di Figaro (2001,  2005-2006, con Muti), La favorita (2003, 2004), Falstaff (2003, con Mehta), Il barbiere di Siviglia (2003, 2004, 2006). Ha anche cantato nei teatri di Zurigo, Ginevra, al Festival di Salisburgo, ad Amsterdam, alla Scala, al Colón di Buenos Aires. Ha inoltre partecipato alle produzioni del  Teatro Real di Madrid a partire dal 1998.
Carlos Álvarez unisce grandi doti vocali naturali con l'espressività come attore sulla scena.
Nel 2003, la Spagna gli ha assegnato il Premio Nacional de Música, “per la sua influenza internazionale, l'apertura a generi diversi e l'attenzione alla musica spagnola, con una straordinaria qualità vocale e interpretativa".

## Repertorio
| Ruolo                             | Titolo                                   | Autore      |
| --------------------------------- | ---------------------------------------- | ----------- |
| Sir John Saint-John               | Henry Clifford                           | Albéniz     |
| Merlin                            | Merlin                                   | Albéniz     |
| Rolando Gualderano                | Ildegonda                                | Arrieta     |
| Sir Riccardo Forth                | I puritani                               | Bellini     |
| Escamillo                         | Carmen                                   | Bizet       |
| Don Quijote                       | El retablo de maese Pedro                | de Falla    |
| Mamma Agata                       | Le convenienze ed inconvenienze teatrali | Donizetti   |
| Dulcamara                         | L'elisir d'amore                         | Donizetti   |
| Duca di Nottingham                | Roberto Devereux                         | Donizetti   |
| Sulpice                           | La Fille du régiment                     | Donizetti   |
| Alphonse XI                       | La Favorite                              | Donizetti   |
| Antonio                           | Linda di Chamounix                       | Donizetti   |
| Carlo Gérard                      | Andrea Chénier                           | Giordano    |
| Gonzales                          | Il Guarany                               | Gomes       |
| Tonio/Taddeo                      | Pagliacci                                | Leoncavallo |
| Lorenzo de' Medici                | I Medici                                 | Leoncavallo |
| Conte d'Almaviva Figaro           | Le nozze di Figaro                       | Mozart      |
| Don Giovanni                      | Don Giovanni                             | Mozart      |
| Hormigón                          | El gato montés                           | Penella     |
| Barone Scarpia                    | Tosca                                    | Puccini     |
| Sharpless                         | Madama Butterfly                         | Puccini     |
| Figaro                            | Il barbiere di Siviglia                  | Rossini     |
| Guillaume Tell                    | Guillaume Tell                           | Rossini     |
| Le Grand Prêtre                   | Samson et Dalila                         | Saint-Saëns |
| Claudius                          | Hamlet                                   | Thomas      |
| Conde de Hinojares                | La marchenera                            | Torroba     |
| Don Carlo                         | Ernani                                   | Verdi       |
| Giacomo                           | Giovanna d'Arco                          | Verdi       |
| Macbeth                           | Macbeth                                  | Verdi       |
| Miller                            | Luisa Miller                             | Verdi       |
| Stankar                           | Stiffelio                                | Verdi       |
| Rigoletto                         | Rigoletto                                | Verdi       |
| Conte di Luna                     | Il trovatore                             | Verdi       |
| Giorgio Germont Marchese d'Obigny | La traviata                              | Verdi       |
| Simon Boccanegra                  | Simon Boccanegra                         | Verdi       |
| Renato                            | Un ballo in maschera                     | Verdi       |
| Don Carlo di Vargas               | La forza del destino                     | Verdi       |
| Rodrigo di Posa                   | Don Carlo                                | Verdi       |
| Iago                              | Otello                                   | Verdi       |
| Ford                              | Falstaff                                 | Verdi       |
| Bohemio                           | Bohemios                                 | Vives       |
| Lorenzo Peréz                     | Doña Francisquita                        | Vives       |

## Discografia
- Albéniz: Henry Clifford - Alessandra Marc/Annette Markert/Aquiles Machado/Carlos Alvarez/Coro y Orquesta Sinfónica de Madrid/Jane Henschel/ José de Eusebio, 2003 Decca
- Albéniz: Merlin - Coro de la Comunidad de Madrid/Coro Nacional de España/Grupo De Musica "Alfonso X El Sabio"/José de Eusebio/Orquesta Sinfónica de Madrid/Plácido Domingo, 2000 Decca
- Leoncavallo: I Pagliacci - Barbara Frittoli/Carlos Alvarez/José Cura/National Kinderkoor/Netherlands Radio Chorus/Riccardo Chailly/Royal Concertgebouw Orchestra, 1999 Decca
- Leoncavallo: I Medici - Plácido Domingo/Carlos Alvarez/Daniela Dessì/Renata Lamanda/Orchestra e Coro del Maggio Musicale Fiorentino/Alberto Veronesi, 2010 Deutsche Grammophon
- Alvarez, Quijotes - Carlos Alvarez/José Ramón Encinar/Orquesta de la Comunidad de Madrid, 2005 Deutsche Grammophon
- Verdi, Otello - Jonas Kaufmann/Federica Lombardi/Carlos Alvarez/Orchestra e Coro dell'Accademia Nazionale di Santa Cecilia, Roma/Antonio Pappano/2020 Sony Classical